# Youzou
Vous pouvez aider à l'améliorer ou bien discuter des problèmes sur sa page de discussion.
- Son admissibilité est à vérifier. Vous êtes invité à le compléter pour expliciter son admissibilité, en y apportant des sources secondaires de qualité. (Marqué depuis juin 2025)
- Il ne s’appuie pas, ou pas assez, sur des sources secondaires ou tertiaires. (Marqué depuis juin 2025)
- Son ton est trop promotionnel ou publicitaire, voire hagiographique. Le texte doit adopter un ton neutre et encyclopédique. (Marqué depuis août 2025)

- Archive Wikiwix
- Bing
- Cairn
- DuckDuckGo
- E. Universalis
- Gallica
- Google
- G. Books
- G. News
- G. Scholar
- Persée
- Qwant
- (zh) Baidu
- (ru) Yandex
- (wd) trouver des œuvres sur Wikidata

Youzou est une boisson gazeuse incolore, aromatisée au citron vert à partir d’arômes naturels. Elle est commercialisée dans plusieurs pays d’Afrique, notamment au Burkina Faso, en Côte d'Ivoire, au Bénin, au Cameroun, au Tchad et en République démocratique du Congo. Reconnue pour sa saveur rafraîchissante, Youzou s’inscrit dans le segment des boissons non alcoolisées et fait partie des produits populaires dans ces marchés.

## Historique
La boisson gazeuse Youzou a été officiellement lancée en mars 2022 par la Société de Limonaderies et Brasseries d'Afrique (SOLIBRA), à l’occasion d’une cérémonie organisée au Parc des Sports de Treichville, en Côte d’Ivoire..
Youzou est une boisson gazeuse rafraîchissante et incolore, élaborée à partir d’arômes naturels de citron et de citron vert. Elle est principalement destinée à une clientèle jeune, en quête de produits non alcoolisés au goût fruité et désaltérant..
La recette de Youzou s'inspire du yuzu, un agrume originaire de Chine et très populaire au Japon, reconnu pour son goût et son parfum unique.La SOLIBRA a choisi le citron vert afin de conférer à sa boisson une identité gustative distincte et résolument rafraîchissante.
Après son lancement initial en Côte d'Ivoire, Youzou a connu une expansion rapide en Afrique de l’Ouest et en Afrique centrale. La boisson est désormais distribuée dans plusieurs pays de la région, notamment au Burkina Faso, où elle est produite par Brakina, au Bénin par la Société béninoise de brasseries, au Cameroun par le groupe SABC, ainsi qu’au Tchad et en République démocratique du Congo.''.

## Composition
Elle est composée d'eau gazéifiée, de sucre, d'arômes naturels de citron vert et d'édulcorants.La boisson est conditionnée dans des bouteilles recyclables de 20 cl et 50 cl, ainsi que dans des bidons de 0,5 L. Elle se distingue visuellement par son habillage aux couleurs jaune et verte, devenues emblématiques de la marque.

## Commercialisation et distribution
Youzou est distribuée dans une variété de formats adaptés aux spécificités des marchés locaux. Ces formats incluent des bouteilles en verre consignées, des bouteilles en PET ainsi que des canettes, avec des contenances variant de 20 centilitres à 1 litre selon les pays..Youzou est distribuée par plusieurs sociétés à travers différents pays d’Afrique de l’Ouest et centrale. Au Burkina Faso, sa commercialisation est assurée par la société Brakina. , au Bénin par la Société béninoise de brasseries dans des bouteilles en verres consignés de 30 cl et de 60 cl ainsi que dans des bouteilles PET de 30 et 50 cl, au Cameroun en 2022 par le groupe SABC qui la vend dans des bouteilles en verre consigné de 50cl à 60 cl et en polytéréphtalate d'éthylène de 35 cl à 1L et en Côte d'Ivoire  par la Société de limonaderies et de boissons rafraîchissantes d'Afrique dans des bouteilles en verre consigné de 30 et 50 cl, en PET de 30 et 150 cl, ainsi qu'en canettes de 33 cl.

## Marketing et image
Le slogan de Youzou est « Avec Youzou, étanche ta soif ! ». La marque met en avant le goût rafraîchissant et naturel du citron vert comme principal argument de séduction auprès des consommateurs recherchant une boisson désaltérante dépourvue d’alcool.